# Éric Lombard
Éric Lombard (Boulogne-Billancourt, 1958. május 16. –) francia politikus.
Francia üzletember és politikus, aki 2024 óta gazdasági és pénzügyminiszterként dolgozik François Bayrou miniszterelnök kormányában. 2017 és 2024 között a Caisse des dépôts et consignations vezérigazgatója volt.

## Korai karrier
Lombard 1981-ben szerzett diplomát a HEC Paris-n. 1991 és 1993 között Michel Sapin tanácsadójaként dolgozott először az Igazságügyi Minisztériumban, majd a Gazdasági és Pénzügyminisztériumban. A Bpifrance Igazgatóságának is tagja (2014-től).